# Chor Ad Libitum
Der Chor Ad Libitum ist ein in St. Valentin (Niederösterreich/Österreich) beheimateter Kammerchor, der seine Darbietungen in historisch-informierter Aufführungspraxis präsentiert.
Das Ensemble wurde 1993 im niederösterreichischen St. Valentin von Heinz Ferlesch gegründet, der als sein künstlerischer Leiter fungiert.
Zum Repertoire des Chors gehören A-cappella-Kompositionen, Orchesterwerke mit Chor aus der Zeit des Barock bis zur Gegenwart, darunter Chorwerke von Heinrich Schütz, Anton Bruckner, Francis Poulenc, John Taverner, Frank Martin und Arvo Pärt, sowie die Passionen nach Matthäus und Johannes von Johann Sebastian Bach, der Messiah von Georg Friedrich Händel, Paulus und Elias von Felix Mendelssohn Bartholdy, die Messe in e-moll von Bruckner und die „Requien“ von Verdi und Brahms. Im Zentrum steht aber die a cappella-Literatur.
Noch während der Corona-Krise im Sommer 2020 tritt der Chor unter Ferlesch mit Joseph Haydns Oratorium Die Jahreszeiten auf.
Der Chor gastiert häufig gemeinsam mit dem gleichfalls von Heinz Ferlesch geleiteten Barucco Consort auf Originalinstrumenten im Brucknerhaus Linz, im Festspielhaus St. Pölten und den Tiroler Festspielen Erl. Er hat mehrere CDs veröffentlicht und ist regelmäßig in verschiedenen Sendungen des ORF zu hören.